# Хаба
Хаба — єгипетський фараон з III династії.

## Життєпис
Хаба вважається творцем «круглої піраміди», розташованої у Завійят ель-Ар'яні, дорогою від Саккари у напрямку до Гізи. Кругла піраміда є незавершеною будівлею, що створювалась у стилі початку Стародавнього царства, та є низкою мастаб, надбудованих одна на іншій. Первинна висота піраміди Хаби могла складати до 42 — 45 м (нині її висота трохи більша за 20 м), а площа основи — близько 84 × 84 м.
Погребальна кімната висічена у скелі під пірамідою. До неї ведуть сходи та галерея, що виходить на північно-східну сторону. За межами самої піраміди її огинає з північного сходу та північного заходу довгий, висічений у скельному ґрунті коридор з тридцятьма двома схованками чи комірками. Нині від тієї піраміди збереглась лише частина першого ярусу, висотою близько 20 метрів, що є пірамідальним пагорбом з вапняку, з чотирнадцятьма рядами чи шарами кам'яної кладки з того ж матеріалу. Вона цілковито засипана піском і злилась з навколишньою місцевістю.
Майже нічого не відомо про правління Хаби. Навіть його положення в порядку спадкування точно не встановлено. Хоча він явно царював в останній частині III династії, також є припущення, що Хаба було горовим іменем останнього царя більш відомого як Хуні. Але тим не менше більшість ідентифікує Хабу як одного з попередників Хуні. Зважаючи на докази, на позицію Санахта у III династії, а також тісні архітектурні збіги між незавершеною пірамідою Сехемхета та пірамідою в Завієт ель-Ар'яні, Хаба цілком може бути визначений як безпосередній наступник Сехемхета, й таким чином третім царем цієї династії.
У Туринському царському списку Хаба віднесений до «втрачених» правителів, що свідчить про династичні негаразди, що мали місце за правління Хаби. Однак, частина дослідників вважають, що писар, який укладав той папірус, просто не зміг вичитати повне ім'я фараона з більш давніх документів, на підставі яких створювався Туринський царський папірус.
Ім'я Хаби записувалось у сереху, а не в картуші, що характерно для кінця III династії, та в ієрогліфічному письмі складало зі складів ха (Сонце, що сходить) і ба (птах; очевидно, ябіру африканський).

## Пам'ятники
Є одинадцять пам'ятників доби правління Хаби, на яких збереглось його горове ім'я.
- 1. Печатка, знайдена Квібеллом у міському районі стародавнього міста Єраконполь. Містить напис — ім'я Гор-ХаБа.
- 2. Напис на посудині з алебастру, знайденій Боргардтом у поховальному храмі фараона Сахура, також містить ім'я Гор-ХаБа.
- 3. Печатка, знайдена у східному місті на острові Елефантина Кайзером 1987 року.
- 4-8 Чаші з мармуру, порфіру й вапняку, знайдені у гробниці Z 500 в Завієт ель-Аріан, Доусом Данхемом, нині перебуває в музеї витончених мистецтв у Бостоні. Містять написи — Гор-ХаБа.
- 9. Чаша з діориту з іменем Гор-ХаБа, міститься в Університетському коледжі в Лондоні, була придбана 26 червня 1922 року на аукціоні «Сотбі» з колекції Мак-Грегора. Походження невідоме.
- 10. Чаша з діориту, перебуває у приватній колекції, також містить вирізаний та просвердлений напис Гор-ХаБа. У колекційному каталозі повідомляється, що вона була привезена з Дахшура.
- 11. Артефакт, печатка, що перебуває в Лондоні, в університетському коледжі, представлена Фліндерсом Пітрі в його «Історії», напис містить ім'я «Гор-ХаБа, Золотий Бог, що він скаже — буде зроблено».